# Monocirrhus polyacanthus
O peixe-folha-da-amazónia/amazônia (Monocirrus polyacanthus) é um peixe do gênero Monocirrhus. Esta espécie da América do Sul lembra, quanto ao seu aspecto e comportamento, uma folha caída a flutuar. De cor acastanhada e com um barbilho semelhante a um pedúnculo sob a boca, move-se por meio de barbatanas transparentes, devorando as presas desprevenidas com a sua boca enorme.
É um peixe mimético, que deve seu nome ao seu corpo, achatado lateralmente e cinza-amarronzado fazendo-o parecer uma folha morta. A semelhança com uma folha morta é devido a uma excrescência do lábio inferior que se parece com um pecíolo da folha..